# Vlag van Saint-Pierre en Miquelon
De vlag van Saint-Pierre en Miquelon heeft geen officiële status, maar wordt op de eilandengroep wel als lokale vlag gebruikt.
De vlag toont een geel schip, waarvan gezegd wordt dat het de Grande Hermine is. De Grande Hermine is het schip waarmee de ontdekkingsreiziger Jacques Cartier op 15 juni 1536 aankwam op de eilandengroep. Het schip vaart op blauwe golven tegen een achtergrond van blauwe lucht. Voorts toont de vlag aan de hijszijde drie andere vlaggen, die de herkomst van de meeste inwoners symboliseren. Deze vlaggen zijn (vanaf boven) de vlag van Baskenland, de vlag van Bretagne en de vlag van Normandië.
De gemeente Miquelon-Langlade heeft ook een eigen vlag.

Vlag van Miquelon-Langlade